# David Rowe-Beddoe, Baron Rowe-Beddoe

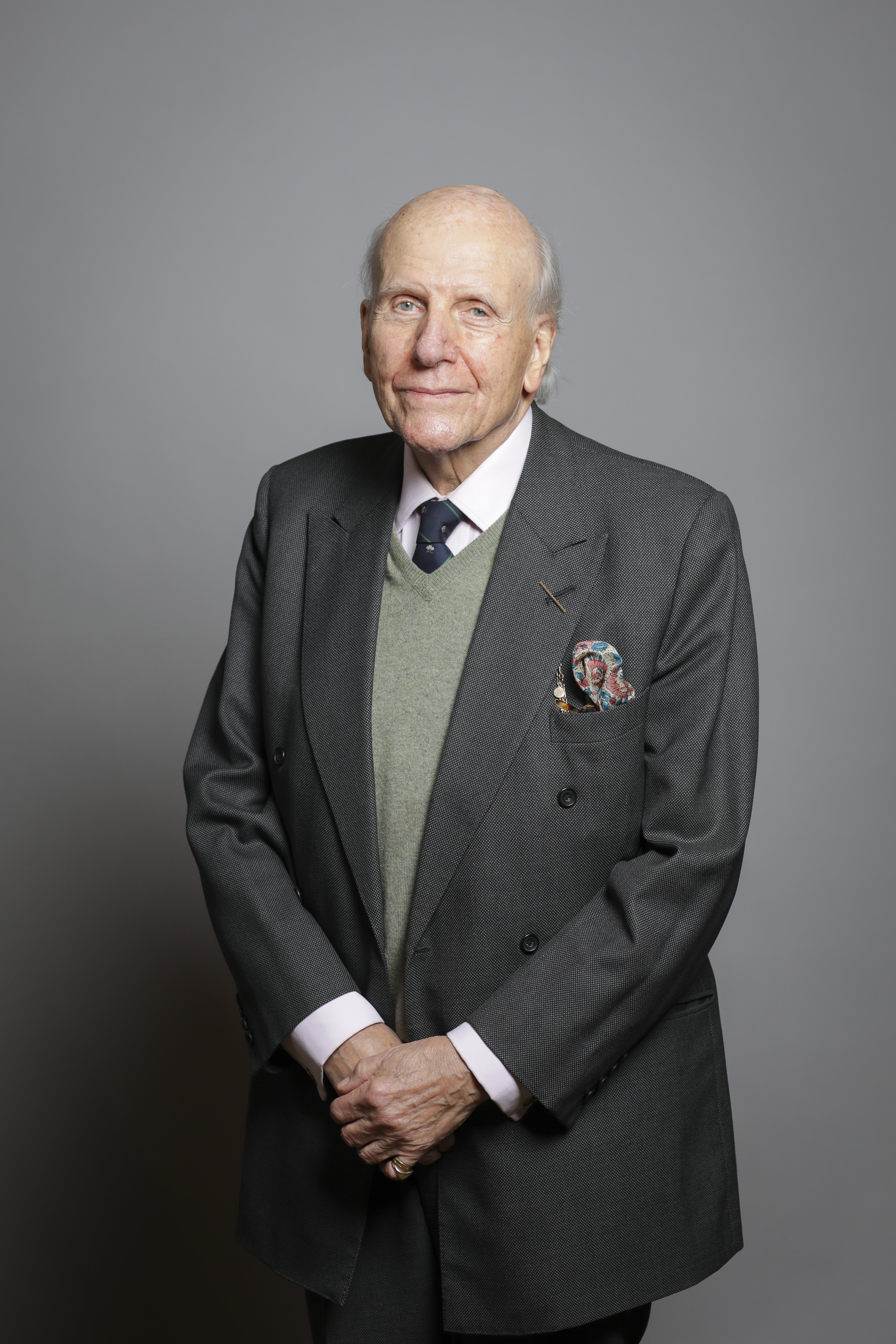
David Rowe-Beddoe, Baron Rowe-Beddoe (Dezember 2019)

Sir David Sydney Rowe-Beddoe, Baron Rowe-Beddoe, DL (* 19. Dezember 1937; † 15. November 2023) war ein britischer Politiker und Life Peer, der als Crossbencher im House of Lords saß.

## Frühes Leben
David Rowe-Beddoe war der Sohn von Sydney Rowe-Beddoe und Dolan Evans.
Rowe-Beddoe ging auf die Cathedral School in Llandaff in Wales, wo er 1951 den Victor Ludorum gewann. Er ging anschließend auf die Stowe School in Buckingham in England. und studierte am St John’s College (Cambridge).
1964 heiratete er Malinda Collison, aus deren Verbindung drei Töchter hervorgingen. 1982 wurden sie geschieden. 1984 heiratete er Madeleine Harrison.

## Karriere
Rowe-Beddoes Karriere in der Wirtschaft begann 1961 bei Thomas De La Rue; er stieg dort auf bis zum CEO, der er von 1971 bis 1976 war. Bei Revlon war er von 1976 bis 1981 Präsident für Lateinamerika, Europa, den Nahen Osten und Afrika. Von 1983 bis 1991 war er Präsident bei Morgan Stanley.
Rowe-Beddoe wurde bekannt als Geschäftsmann mit Sitz in Monaco und als Spendensammler für die Torys, als er zu einem walisischen Quango ernannt wurde. Rowe-Beddoe wurde im Juli 1993 zum Vorsitzenden der Welsh Development Agency ernannt, ein Amt, das er neun Jahre lang ausübte. Wegen seines Engagements für die WDA wurde er 2000 zum Ritter geschlagen.
Sir David Rowe-Beddoe wurde 2001 zum Vorsitzenden des Wales Millennium Centre ernannt, ein Posten, den er bis zu seinem Tode innehatte. Im Jahr 2004 wurde er zum Präsidenten des Royal Welsh College of Music and Drama ernannt. 2005 wurde ihm der Beacon Prize für seinen Einsatz für die wirtschaftliche und soziale Entwicklung in Wales verliehen.
2006 wurde er als Baron Rowe-Beddoe, of Kilgetty in the County of Dyfed, zum Life Peer erhoben.
2007 wurde Lord Rowe-Beddoe Pro-Kanzler der University of Glamorgan.
Lord Rowe-Beddoe war stellvertretender Vorsitzender der UK Statistics Authority.

## Ehrungen
- Cardiff University, Ehrenmitglied, 1999.[11]
- University of Wales, Ehrendoktor (DScEcon), 2004.[12]
- Mittlerer Orden der Aufgehenden Sonne am Band, 2008.[13]
- University of Glamorgan, Honorary Doctor
- Aberystwyth University, Ehrenmitglied
- UWIC, Ehrenmitglied
- UWCN, Ehrenmitglied
- Deputy Lieutenant, Gwent